# Clara Rugaard
Clara Rugaard, ou parfois Clara Rugaard-Larsen (née le 5 décembre 1997 à Hellerup), est une actrice et chanteuse danoise,,,. 

## Carrière
Clara Rugaard, de son nom complet Clara Rugaard-Larsen, a fait ses débuts au cinéma en 2013, dans le film danois Un safari en folie ! (Min søsters børn i Afrika). Elle est à ses débuts connue au Danemark pour avoir chanté la version danoise de la chanson de la série Violetta pour Disney Channel. Elle anime aussi le talk-show The Scoop, qui résume et discute chaque semaine des épisodes de Violetta et donne un aperçu de la semaine à venir. Elle est aussi connue grâce à la comédie musicale Annie, où elle joue le rôle-titre.
Elle apparaît dans plusieurs séries télévisées comme The Lodge et Still Star-Crossed, ainsi que dans plusieurs films, dont Good Favour, Teen Spirit et I Am Mother. À la suite de sa performance dans I Am Mother, Clara Rugaard reçoit des critiques favorables, Syfy la décrivant comme « le cœur, l'espoir et l'humanité » du film et The New York Post parlant d'elle comme « une nouvelle star de la science-fiction »,. 
En 2020, Clara Rugaard joue aux côtés de Lewis Pullman, Danny Glover et Lyrica Okano dans le film Press Play, réalisé par Greg Björkman. 
En juin 2023, Clara Rugaard est au casting d'un épisode de la saison 6 de la série Black Mirror. 

## Filmographie

### Cinéma
- 2013 : Un safari en folie ! de Martin Miehe-Renard : Julie
- 2017 : Good Favour de Rebecca Daly : Shosanna
- 2018 : Teen Spirit de Max Minghella : Roxy
- 2019 : I Am Mother de Grant Sputore : Fille
- 2021 : Love Gets a Room de Rodrigo Cortés : Stefcia
- 2022 : Press Play de Greg Björkman : Laura
- 2023 : Verona de Timothy Scott Bogart : Juliette[10]
- à venir : Mary's Monster de Farren Blackburn : Mary[11]

### Télévision
- 2016 : The Lodge : Ana (2 épisodes)
- 2017 : Still Star-Crossed : Juliette Capulet (3 épisodes)
- 2022 : The Rising : Neve Kelly (8 épisodes)[12]
- 2023 : Black Mirror : Mazey Day (1 épisode)[9]